# Ablancourt
Cet article possède un paronyme, voir Abancourt.
Ablancourt (prononcé [ablɑ̃kuʁ]) est une commune française, située dans le département de la Marne en région Grand Est.

## Géographie
Ablancourt est un village du Sud-Est de la Marne. Il se situe sur la rive droite de la Marne et du canal latéral à la Marne. À l'ouest, par-delà la Marne, se trouvent plusieurs étangs. Ablancourt est traversée par la route départementale 81 qui relie la commune à la route nationale 44, à l'est.
| Saint-Martin-aux-Champs | La Chaussée-sur-Marne |                |
|                         | Ablancourt            | Aulnay-l'Aître |
| Songy                   | Soulanges             |                |

### Hydrographie
La commune est dans la région hydrographique « la Seine de sa source au confluent de l'Oise (exclu) » au sein du bassin Seine-Normandie. Elle est drainée par la Marne, le canal latéral à la Marne, les Grandes Noues et divers bras de la Marne,.
La Marne  prend sa source sur le plateau de Langres, dans la commune de Saints-Geosmes (Haute-Marne) et se jette dans la Seine entre Charenton-le-Pont et Alfortville (Val-de-Marne) dans le quartier de Conflans-l'Archevêque.
Le canal latéral à la Marne est un canal, chenal navigable de 67 km reliant Vitry-le-françois à Mardeuil où il se jette dans la Marne.

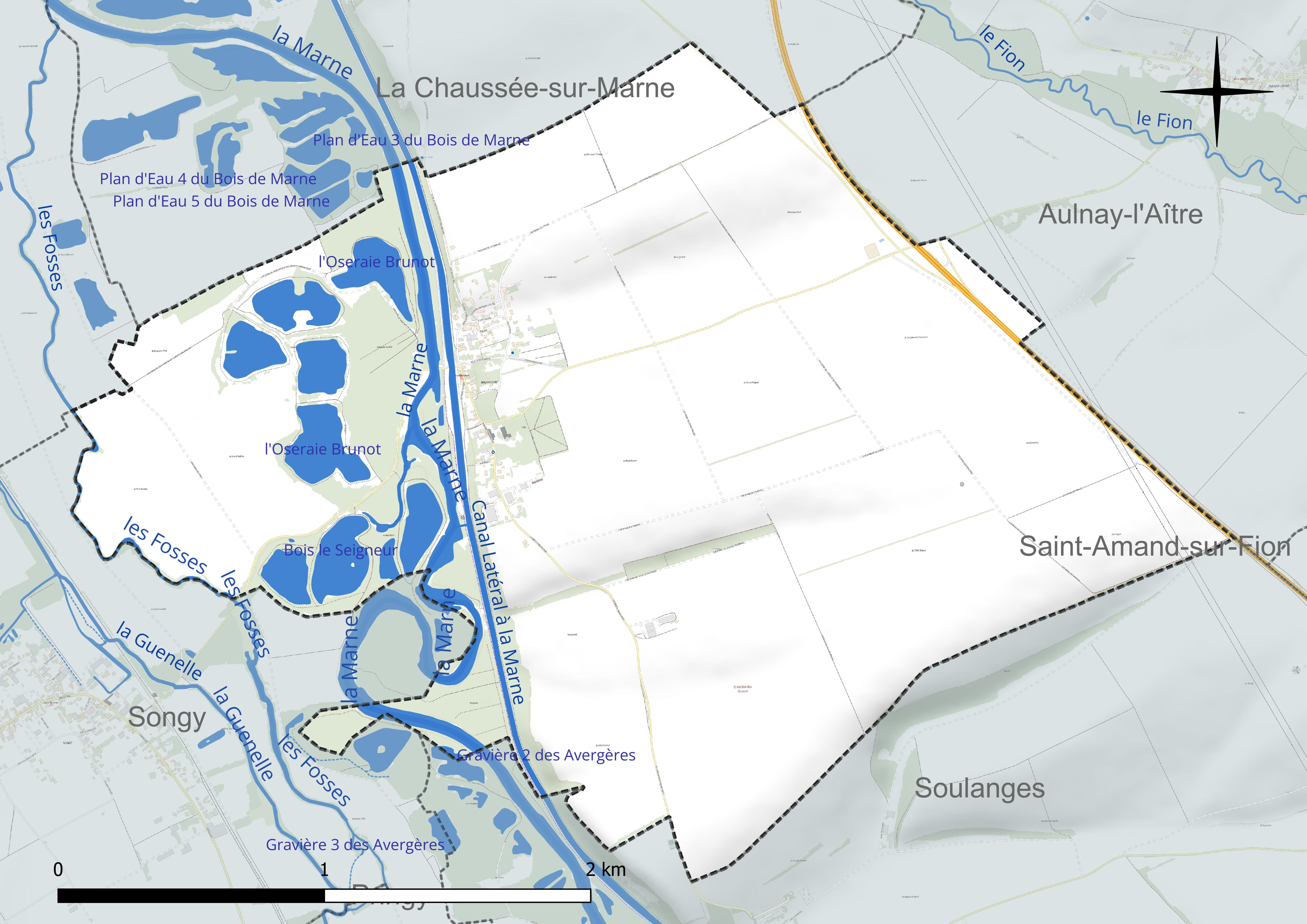
Réseau hydrographique d'Ablancourt.

Quatre plans d'eau complètent le réseau hydrographique : la gravière 2 des Avergères, d'une superficie totale de 1,4 ha (0,2 ha sur la commune), le Bois le Seigneur (4,9 ha), le Bois Nolin, d'une superficie totale de 3,5 ha (3,5 ha sur la commune) et l'Oseraie Brunot (5,7 ha),.

### Climat
Pour des articles plus généraux, voir Climat du Grand Est et Climat de la Marne.
En 2010, le climat de la commune est de type climat océanique dégradé des plaines du Centre et du Nord, selon une étude du Centre national de la recherche scientifique s'appuyant sur une série de données couvrant la période 1971-2000. En 2020, Météo-France publie une typologie des climats de la France métropolitaine dans laquelle la commune est exposée à un climat océanique altéré et est dans la région climatique Nord-est du bassin Parisien, caractérisée par un ensoleillement médiocre, une pluviométrie moyenne régulièrement répartie au cours de l’année et un hiver froid (3 °C).
Pour la période 1971-2000, la température annuelle moyenne est de 10,6 °C, avec une amplitude thermique annuelle de 16,1 °C. Le cumul annuel moyen de précipitations est de 720 mm, avec 11,9 jours de précipitations en janvier et 8,3 jours en juillet. Pour la période 1991-2020, la température moyenne annuelle observée sur la station météorologique de Météo-France la plus proche, « Frignicourt », sur la commune de Frignicourt à 13 km à vol d'oiseau, est de 11,5 °C et le cumul annuel moyen de précipitations est de 694,6 mm. 
La température maximale relevée sur cette station est de 41,7 °C, atteinte le 25 juillet 2019 ; la température minimale est de −22 °C, atteinte le 9 janvier 1985,,.
Les paramètres climatiques de la commune ont été estimés pour le milieu du siècle (2041-2070) selon différents scénarios d'émission de gaz à effet de serre à partir des nouvelles projections climatiques de référence DRIAS-2020. Ils sont consultables sur un site dédié publié par Météo-France en novembre 2022.

## Urbanisme

### Typologie
Au 1er janvier 2024, Ablancourt est catégorisée commune rurale à habitat dispersé, selon la nouvelle grille communale de densité à sept niveaux définie par l'Insee en 2022.
Elle est située hors unité urbaine. Par ailleurs la commune fait partie de l'aire d'attraction de Châlons-en-Champagne, dont elle est une commune de la couronne,. Cette aire, qui regroupe 97 communes, est catégorisée dans les aires de 50 000 à moins de 200 000 habitants,.

### Occupation des sols

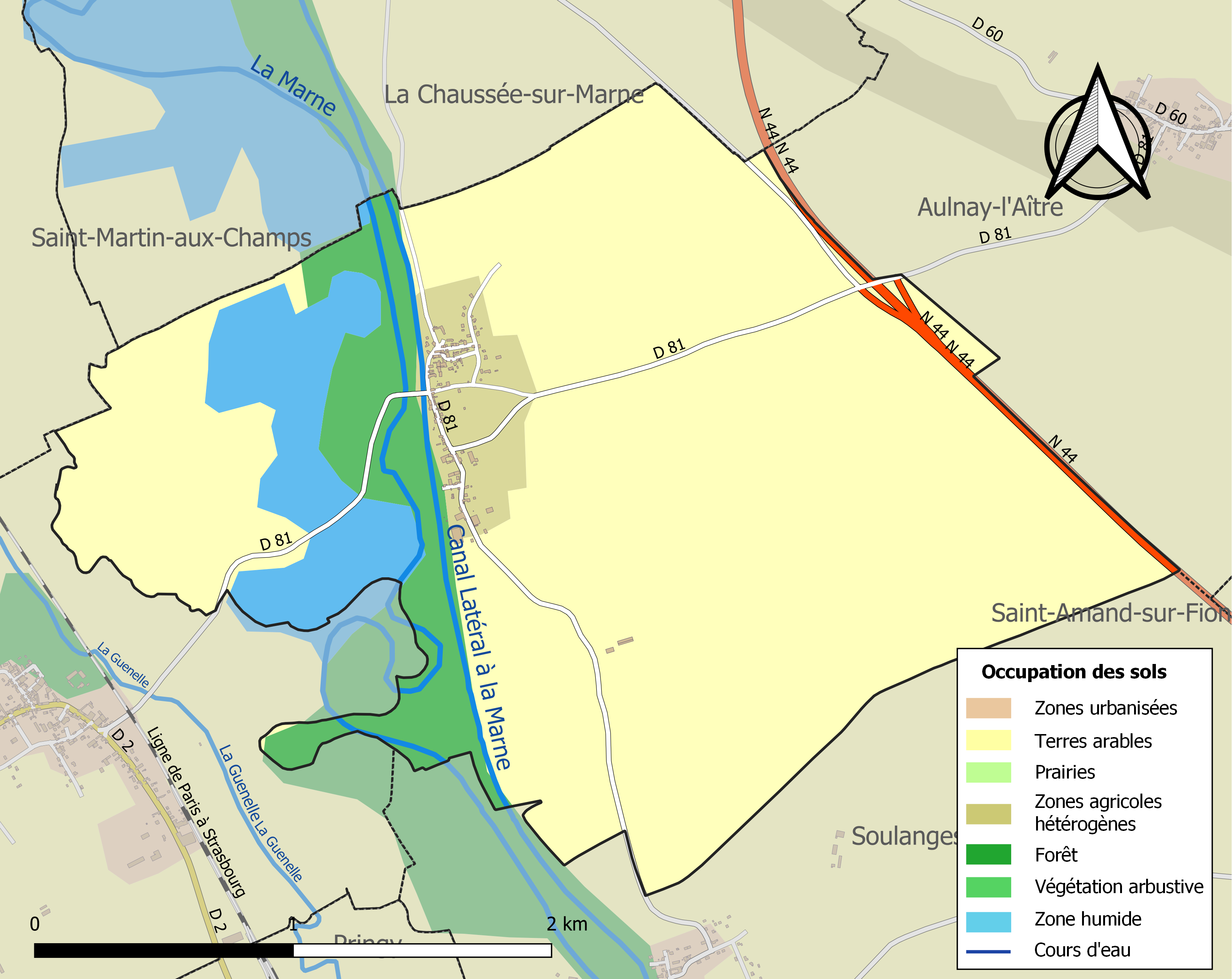
Carte des infrastructures et de l'occupation des sols de la commune en 2018 (CLC).

L'occupation des sols de la commune, telle qu'elle ressort de la base de données européenne d’occupation biophysique des sols Corine Land Cover (CLC), est marquée par l'importance des territoires agricoles (83,1 % en 2018), en diminution par rapport à 1990 (88,2 %). La répartition détaillée en 2018 est la suivante : terres arables (78,5 %), forêts (8,8 %), eaux continentales (8 %), zones agricoles hétérogènes (4,6 %).
L'IGN met par ailleurs à disposition un outil en ligne permettant de comparer l’évolution dans le temps de l’occupation des sols de la commune (ou de territoires à des échelles différentes). Plusieurs époques sont accessibles sous forme de cartes ou photos aériennes : la carte de Cassini (XVIIIe siècle), la carte d'état-major (1820-1866) et la période actuelle (1950 à aujourd'hui).

## Toponymie
Ambloniscurt (850) ; Ambluncurt (1110 ) ; Amblunnicurtis (1107) ; Eblancort (vers 1220 ) ; Amblancourt (1240) ; Anblancort (vers 1252) ; Emblancourt (vers 1274) ; Amblancuria (1282) ; Amblencourt (1302) ; Anblancourt (1511) ; Ablancuria (1542) ; Amblincourt (1556 ) ; Ablancour (1714 ) ; Anblancour (1665) ; Amblaincourt (1728).

## Politique et administration

### Liste des maires
| Période                                  | Période  | Identité        | Étiquette | Qualité                                |
| ---------------------------------------- | -------- | --------------- | --------- | -------------------------------------- |
| 1876                                     | 1880     | Périnet         |           |                                        |
| Les données manquantes sont à compléter. |          |                 |           |                                        |
| 2001                                     | 2008     | Robert Gilbaut  |           |                                        |
| 2008                                     | 2014     | Michel Bonnet   |           |                                        |
| 2014                                     | 2016     | Stève Breuzard  | SE        | Ouvrier (secteur privé) Démissionnaire |
| 2016                                     | mai 2020 | Hélène Baty     |           |                                        |
| mai 2020                                 | En cours | Loïc Nicouleaud |           |                                        |

### Tendances politiques et résultats
La commune est relativement partagée entre droite et gauche, avec un Front national fort. Si en 2007 Nicolas Sarkozy (UMP) l'emporte au premier et au second tour avec 24,58 % puis 52,43 % des voix, en 2012, Marine Le Pen (FN) se place en tête du premier tour avec un tiers des suffrages avant que François Hollande (PS) ne l'emporte d'une voix au second (50,49 %) (voir tableau ci-dessous).
Aux autres élections, les électeurs blancourtiens votent le plus souvent au diapason de l'ensemble du territoire : la gauche l'emporte aux élections régionales de 2004 et 2010, aux cantonales de 2008 et aux législatives de 1997 et 2012, tandis que la droite arrive en tête aux élections législatives de 2002 et 2007.
Lors des élections européennes de 2019, le taux de participation d’Ablancourt est inférieur à la moyenne (49,25 % contre 50,12 % au niveau national). La liste du Rassemblement national arrive en tête avec 44,44 % des suffrages, contre 23,31 % au niveau national. La liste des Républicains obtient 15,87 % des voix, contre 8,48 % au niveau national. La liste de la France Insoumise obtient 11,11 % des votes, contre 6,31 % au niveau national. La liste d’Europe Écologie Les Verts réalise un score de 7,94 % des suffrages, contre 13,48 % au niveau national. La liste de La République en Marche obtient 6,25 % des voix, contre 22,41 % au niveau national. Les autres listes obtiennent des scores inférieurs à 5 %.
Le résultat de l'élection présidentielle de 2012 dans cette commune est le suivant :
| Candidat       | Candidat                    | Premier tour | Premier tour | Second tour | Second tour |
| Candidat       | Candidat                    | Voix         | %            | Voix        | %           |
| -------------- | --------------------------- | ------------ | ------------ | ----------- | ----------- |
|                | Eva Joly (EÉLV)             | 3            | 2,78         |             |             |
|                | Marine Le Pen (FN)          | 36           | 33,33        |             |             |
|                | Nicolas Sarkozy (UMP)       | 25           | 23,15        | 51          | 49,51       |
|                | Jean-Luc Mélenchon (FG)     | 12           | 11,11        |             |             |
|                | Philippe Poutou (NPA)       | 2            | 1,85         |             |             |
|                | Nathalie Arthaud (LO)       | 0            | 0,00         |             |             |
|                | Jacques Cheminade (SP)      | 0            | 0,00         |             |             |
|                | François Bayrou (MoDem)     | 6            | 5,56         |             |             |
|                | Nicolas Dupont-Aignan (DLR) | 2            | 1,85         |             |             |
|                | François Hollande (PS)      | 22           | 20,37        | 52          | 50,49       |
|                |                             |              |              |             |             |
| Inscrits       | Inscrits                    | 130          | 100,00       | 130         | 100,00      |
| Abstentions    | Abstentions                 | 22           | 16,92        | 20          | 15,38       |
| Votants        | Votants                     | 108          | 83,08        | 110         | 84,62       |
| Blancs et nuls | Blancs et nuls              | 0            | 0,00         | 7           | 6,36        |
| Exprimés       | Exprimés                    | 108          | 100,00       | 103         | 93,64       |

Le résultat de l'élection présidentielle de 2017 dans cette commune est le suivant :
| Candidat    | Candidat                    | Premier tour | Premier tour | Deuxième tour | Deuxième tour |  |
| Candidat    | Candidat                    | %            | Voix         | %             | Voix          |  |
| ----------- | --------------------------- | ------------ | ------------ | ------------- | ------------- |  |
|             | Nicolas Dupont-Aignan (DLF) | 9,17         | 10           |               |               |  |
|             | Marine Le Pen (FN)          | 45,87        | 50           | 58,25         | 60            |  |
|             | Emmanuel Macron (EM)        | 17,43        | 19           | 41,75         | 43            |  |
|             | Benoît Hamon (PS)           | 0,92         | 1            |               |               |  |
|             | Nathalie Arthaud (LO)       | 1,83         | 2            |               |               |  |
|             | Philippe Poutou (NPA)       | 0,00         | 0            |               |               |  |
|             | Jacques Cheminade (SP)      | 0,00         | 0            |               |               |  |
|             | Jean Lassalle (RES)         | 0,92         | 1            |               |               |  |
|             | Jean-Luc Mélenchon (LFI)    | 7,34         | 8            |               |               |  |
|             | François Asselineau (UPR)   | 0,00         | 0            |               |               |  |
|             | François Fillon (LR)        | 16,51        | 18           |               |               |  |
|             |                             |              |              |               |               |  |
| Inscrits    | Inscrits                    | 130          | 100,00       | 130           | 100,00        |  |
| Abstentions | Abstentions                 | 17           | 13,08        | 16            | 12,31         |  |
| Votants     | Votants                     | 113          | 86,92        | 114           | 87,69         |  |
| Blancs      | Blancs                      | 3            | 2,65         | 10            | 8,77          |  |
| Nuls        | Nuls                        | 1            | 0,88         | 1             | 0,88          |  |
| Exprimés    | Exprimés                    | 109          | 96,46        | 103           | 90,35         |  |

## Équipements et services publics

### Eau et déchets
Par convention entre la communauté de communes et le Syndicat mixte du Sud-Est Marnais (SYMSEM), les habitants d'Ablancourt ont accès à la déchèterie de Pogny, gérée par le SYMSEM.

## Démographie
Les habitants de la commune sont les Blancourtiens et les Blancourtiennes.
L'évolution du nombre d'habitants est connue à travers les recensements de la population effectués dans la commune depuis 1793. Pour les communes de moins de 10 000 habitants, une enquête de recensement portant sur toute la population est réalisée tous les cinq ans, les populations de référence des années intermédiaires étant quant à elles estimées par interpolation ou extrapolation. Pour la commune, le premier recensement exhaustif entrant dans le cadre du nouveau dispositif a été réalisé en 2006.

En 2022, la commune comptait 165 habitants, en évolution de +1,85 % par rapport à 2016 (Marne : −1,19 %, France hors Mayotte : +2,11 %).
| 1793 | 1800 | 1806 | 1821 | 1831 | 1836 | 1841 | 1846 | 1851 |
| ---- | ---- | ---- | ---- | ---- | ---- | ---- | ---- | ---- |
| 205  | 211  | 237  | 240  | 231  | 237  | 239  | 248  | 251  |

| 1856 | 1861 | 1866 | 1872 | 1876 | 1881 | 1886 | 1891 | 1896 |
| ---- | ---- | ---- | ---- | ---- | ---- | ---- | ---- | ---- |
| 267  | 264  | 250  | 243  | 226  | 226  | 229  | 223  | 206  |

| 1901 | 1906 | 1911 | 1921 | 1926 | 1931 | 1936 | 1946 | 1954 |
| ---- | ---- | ---- | ---- | ---- | ---- | ---- | ---- | ---- |
| 179  | 170  | 170  | 137  | 133  | 133  | 137  | 140  | 155  |

| 1962 | 1968 | 1975 | 1982 | 1990 | 1999 | 2006 | 2011 | 2016 |
| ---- | ---- | ---- | ---- | ---- | ---- | ---- | ---- | ---- |
| 100  | 109  | 131  | 139  | 165  | 172  | 157  | 151  | 162  |

| 2021 | 2022 | - | - | - | - | - | - | - |
| ---- | ---- | - | - | - | - | - | - | - |
| 165  | 165  | - | - | - | - | - | - | - |

## Culture locale et patrimoine

### Lieux et monuments
- Église Saint-Martin. Elle abrite une statue de la Vierge à l'Enfant en bois doré et peint du XVIIIe siècle, classée au titre objet aux monuments historiques depuis 1942[29].
- Château d'Ablancourt. Il n'en reste que quelques beaux vestiges. Tour d'une ancienne maison forte près d'un château reconstruit[30].
- Ancienne chapelle à la sortie nord-est du village.
- Monument aux morts de la Première Guerre mondiale, situé dans le cimetière[31].

### Personnalités liées à la commune
- Nicolas Perrot d'Ablancourt (1606-1664), académicien.
- Eugène Chanoine (né le 23 avril 1824 à Ablancourt, décédé à Beauvais le 30 juillet 1893), en religion frère Eugène Marie, frère des écoles chrétiennes. Éminent agronome, professeur puis directeur de l'Institut agricole de Beauvais, il est le créateur de la variété de pomme de terre Institut de Beauvais encore cultivée en 2013. Il est l'auteur de nombreux travaux expérimentaux et de recherche, notamment dans les Annales de la Station agronomique de l'Oise[32],[33].